# Numana (Marken)

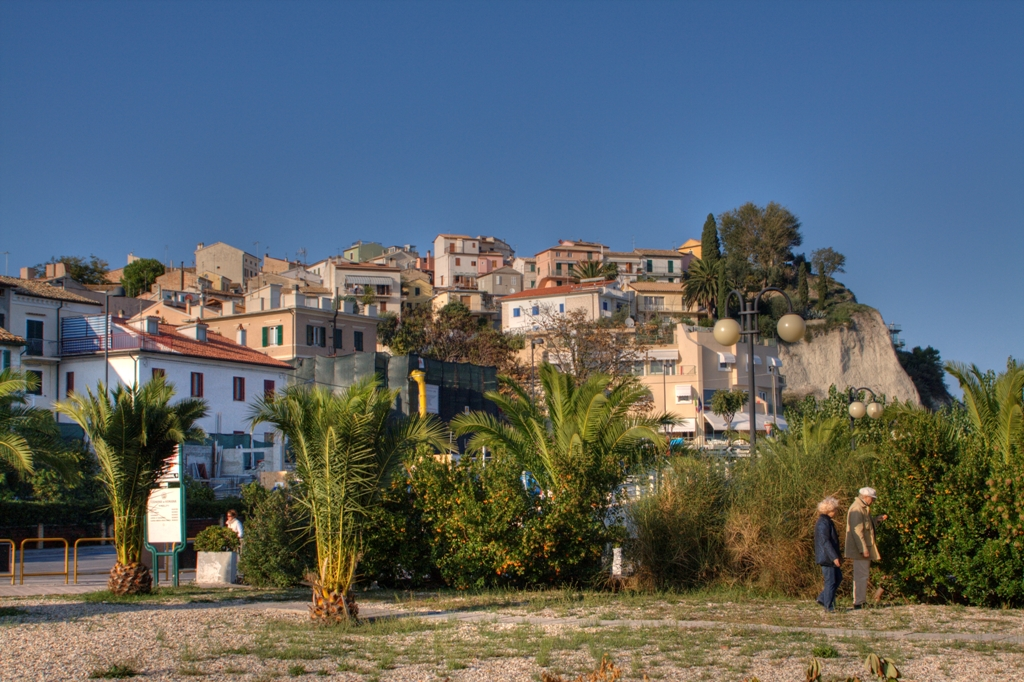
Blick auf Numana

Numana ist eine italienische Gemeinde (comune) mit 3764 Einwohnern (Stand 31. Dezember 2023) in der Provinz Ancona in den Marken. Die Gemeinde liegt etwa 14,5 Kilometer südsüdöstlich von Ancona an der Adriaküste. Die südliche Gemeindegrenze bildet der Musone, die südwestliche der Aspio. Numana grenzt an die Provinz Macerata.

## Geschichte
Vermutlich handelt es sich bei Numana um eine dorische Stadtgründung. Durch die Schlacht von Sentinum 295 vor Christus kam die Ortschaft unter die Herrschaft Roms. 1928 wurde die Ortschaft Sirolo ausgemeindet.

## Verkehr
Durch die Gemeinde führt die Autostrada A14 von Bologna kommend Richtung Tarent.

## Gemeindepartnerschaften
- Ostra Vetere, Provinz Ancona